# Villaveza del Agua
Villaveza del Agua è un comune spagnolo di 265 abitanti situato nella comunità autonoma di Castiglia e León.